# Coucou à tête noire
Microdynamis parva
Genre
Espèce
Statut de conservation UICN

 LC  : Préoccupation mineure
Le Coucou à tête noire (Microdynamis parva) est une espèce d'oiseau de la famille des Cuculidae, la seule du genre Microdynamis. Cet oiseau est répandu en Nouvelle-Guinée.

## Liste des sous-espèces
- Microdynamis parva grisescens (Mayr & Rand, 1936)
- Microdynamis parva parva (Salvadori, 1876)